# Pareatidae
Pareatidae är en familj av ormar med 3 släkten. Tillhörande arter förekommer i södra och sydöstra Asien från östra Indien till Kina och söderut till Sumatra, Borneo och Mindanao (Filippinerna). En art hittades på Ryukyuöarna som tillhör Japan. Taxonet listades fram till 2005 som underfamilj till snokar (Colubridae).
Dessa ormar äter främst snäckor och sniglar som fångas i växtligheten. Arterna når vanligen en längd mellan 45 och 90 cm och är främst aktiva på natten. Kroppen är påfallande smal och huvudet i jämförelse till bålen stort. Familjens medlemmar liknar så underfamiljen Dipsadinae (familj snokar) som lever i Amerika och som har samma föda. De identiska egenskaperna beror på konvergent evolution och inte på släktskap.
Släkten enligt Vitt & Caldwell (2013):
- Aplopeltura, 1 art
- Asthenodipsas, 5 arter
- Pareas, 14 arter

The Reptile Database listar endast släktet Pareas i familjen och flyttar de andra två släkten till familjen Pareidae.